# 718

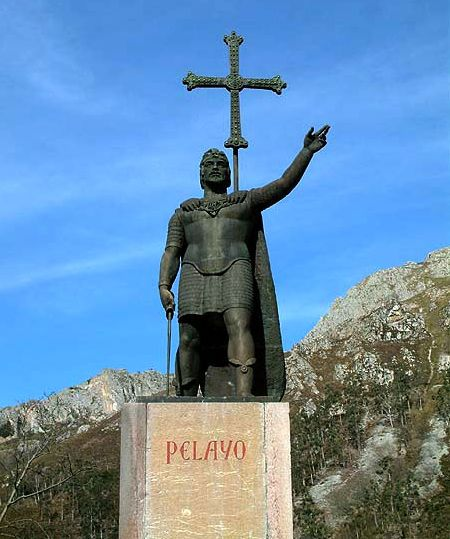
Koning Pelagius (Don Pelayo) (690-737)

Het jaar 718 is het 18e jaar in de 8e eeuw volgens de christelijke jaartelling.

## Gebeurtenissen

### Byzantijnse Rijk
- 15 augustus - Byzantijns-Arabische Oorlog: Keizer Leo III weet tijdens de belegering van Constantinopel stand te houden. De Bulgaren onder aanvoering van Tervel verslaan bij Adrianopel (Thracië) de Arabieren. Volgens bronnen worden er tussen 22.000 en 32.000 moslims gedood. Kalief Omar II breekt het beleg na 13 maanden af en trekt de Arabische legers terug.
- Ex-keizer Anastasios II leidt met steun van de Bulgaren een opstand tegen Leo III. Hij wordt echter verraden en gevangengenomen. Leo laat hem in het openbaar onthoofden.

### Europa
- Slag bij Soissons: Karel Martel (de "Strijdhamer") verslaat bij Soissons in Picardië (Noord-Frankrijk) het Neustrische verbond van koning Chilperik II, zijn hofmeier Raganfrid en Eudes van Aquitanië. Hij wordt erkend als de "de facto" heerser van het Frankische Rijk en neemt de titel "Hertog van de Franken" (Dux Francorum) aan. Einde van de Frankische Burgeroorlog.
- 8 september - De Visigotische edelman Pelagius (Don Pelayo) wordt uitgeroepen tot koning (caudillo) en sticht het koninkrijk Asturië. Door Pelayo en zijn gezellen wordt de Eed van Covadonga gezworen, die inhoudt dat zij tot het uiterste zullen vechten tegen de Moren. Begin van de reconquista; herovering van het Iberisch Schiereiland (huidige Spanje) op de Arabieren.
- Karel Martel voert een campagne om het Frankische gezag over de buurvolken te herstellen en zijn noordelijke grenzen te beveiligen. Hij verslaat de Saksen tot aan de rivier de Wezer en verwoest Westfalen (Duitsland).

### Japan
- Keizer Genshō voert het ritsuryo-systeem in. Fujiwara no Fuhito, raadsheer aan het keizerlijkhof, vormt een commissie die de belasting heft in Japan. Tevens wordt de verplichte militaire dienst (1 persoon per huishouden) en civiele dienst (60 dagen per jaar) ingevoerd.

## Religie
- 14 mei - De Engelse missionaris Wilfred vertrekt vanuit Thüringen naar Rome. Omdat het de feestdag is van Bonifatius van Tarsus, neemt hij diens naam aan.
- Paus Gregorius II verleent Bonifatius opdracht om de Germanen ten oosten van de Rijn te bekeren tot het christendom.
- De zweetdoek van Oviedo komt aan in Oviedo (Asturië). Het relikwie is gebruikt om het voorhoofd van Jezus te bedekken na zijn dood aan het kruis.

## Geboren
- Constantijn V, keizer van het Byzantijnse Rijk (overleden 775)
- Kōken, keizerin van Japan (overleden 770)
- Nezamysl, hertog van Bohemen (overleden 783)

## Overleden
- Anastasios II, keizer van het Byzantijnse Rijk
- Erentrudis, Frankisch abdis
- Liutwin, bisschop van Trier
- Rupert, bisschop van Salzburg (of 720)